# Cycadeoidaceae
Die Cycadeoidaceae sind eine ausgestorbene Pflanzengruppe der Samenpflanzen und gehören zu den Bennettitales. 

## Merkmale
Die Vertreter haben einen massiven, wenig verzweigten Stamm. Die Blätter sind meist gefiedert und stehen schopfartig am Ende der Stämme. 
Die zapfenartigen reproduktiven Organe stehen sitzend zwischen den Blattbasen. Sie enthalten meist weibliche wie männliche Organe, sind also bisporangiat. Berichte über monosporangiate Zapfen dürften nicht richtig sein. Die Sporophylle und die zwischen ihnen stehenden Schuppen sind parallel zueinander angeordnet. Die Samenanlagen und Samen zeigen im Querschnitt Rippen, die sich zur Spitze des Samens hin flügelartig erweitern. Die Sarcotesta der Samenschale besteht aus in Längsrichtung verlängerten Zellen.

## Systematik
Zur Familie werden unter anderen folgende Gattungen gezählt:
- Cycadeoidea
- Monanthesia

## Belege
- Thomas N. Taylor, Edith L. Taylor, Michael Krings: Paleobotany. The Biology and Evolution of Fossil Plants. Second Edition, Academic Press 2009, ISBN 978-0-12-373972-8, S. 725–732.
- K. R. Sporne: The Morphology of Gymnosperms. Hutchinson University Library, London 1965. (ohne ISBN), S. 92–97.